# Битка при Емеса
Битката при Емеса (272 г.) е последната битка от похода на Аврелиан срещу царство Палмира в днешна Сирия. Сражението е част от кризите на Римската империя известни още и като Криза на войнишките императори. То има важно значение за възстановяване единството на държавата и носи на победителя славата на  “Възстановител на света“.

## Предистория
Аврелиан започва кампания за повторно завладяване на отцепилата се Палмирска империя, водена от императрица Зенобия, регент на сина си, император Вабалатус. Палмирската империя вече е завладяла повечето от бившите провинции на римския изток, включително територия, простираща се от Анкара до Александрия.
През 272 г. Аврелиан създава голяма армия и побеждава всичките бунтовници. Единствената му загуба е при Битката при Плацентия,където е победен от алеманите. Те, обаче са бързо оправени в Битката при Фано, а малко по-късно са победени втори път и са премахнати като заплаха за Римската империя. След това той тихо се измъква и слиза на югоизток към Палмира, където по пътя побеждава готите. Преминава Босфора и напредва бързо през Анадола.  Марк Аврелий Проб си възвръща Египет от Палмира, докато императорът продължава похода си и достига Тиана, която обсажда и е един от единствените градове по пътя му, който указва съпротива. Аврелиан хитро им обещава, че няма да има екзекутирани и плячкосване и гражданите се предават. След няколко дни достига Антиохия.
Влизайки в Иса и отправяйки се към Антиохия, Аврелиан побеждава Зенобия и своят генерал Забдас в Битката при Имае. Зенобия се оттегля в Антиохия, а след това в Емеса.

## Непосредствено преди битката
Аврелиан, след победата си над Зенобия при Имае и над палмирския гарнизон в Тиана, за кратко остава в Антиохия, за да предпази града и да се погрижи за неговите административни и правителствени въпроси.  Най-важният фактор за временното пребиваване на императора в града е, че то му дава възможност да събере подкрепления за армията; легионите в Месопотамия му идват на помощ, Тиана осигурява налози, докато помощни доброволци от Палестина се включват в редиците на римската армия. 
Забавянето на Аврелиан му позволява да си почине и да подсили армията си, но това печели също време и на Зенобия да направи същото. По начин тя се установява в Емеса, събира останалите Катафракти от битката при Имае и докарва помощници от съюзниците си.
Въпреки неуспеха на императрицата при Имае, тя все още не е разгромена. Армията и е победена, но не е и разбита. Забдас все още е способен генерал, чиято кавалерия превъзхожда тази на Аврелиан, както по качество, така и по множество, а Зенобия все още държи на по-голямата част от силата и влиянието си.

## Битката
Както и при Имае, Забдас формира палмирската армия на равнина близо до Емеса, където може да разположи тежката си кавалерия. Аврелиан, различно, отколкото при Имае се бие на място избрано от противника му и се опитва да повтори хитростта, която прави и в първата си голяма победа срещу палмириците и нареди на кавалерията си да се преструва, че бяга. Обаче Забдас е научил грешките си и в началото катафрактите атакуват бавно, за да си помислят римляните, че това е пълната им скорост, но после те забързали настигнали по-слабо бронираната римска кавалерия, отблъсквайки я надалеч. Римляните били близо до загуба, но както при Имае, палмирската тежка конница, мотивирана от тръпката и според тях сигурната им победа, се разпръсква в преследването на римската кавалерия и след, като Аврелиан нарежда на задната си редица на пехотата в центъра да помогне на кавалерията му катафрактите са избити от римската пехота и палестинските доброволци.

## Последствия
Поражението в битката при Емеса принуждава това, което е останало от палмирските армии, да се оттегли в столицата на империята, град Палмира, където Зенобия и синът ѝ се опитват да съберат сили, за да се противопоставят за последен път на легионите на Аврелиан. За разлика от координираното оттегляне на Зенобия от Антиохия, нейното оттегляне е изключително ускорено, принуждавайки я да изостави императорската хазна в града. 
Римляните започват да обсаждат Палмира и няколко пъти се опитват да пробият защитата на града. Но римските атаки са отблъснати от защитниците на града.  Въпреки това, положението на Палмира се влошава и Зенобия е принудена да напусне града и бяга на изток в посока Сасанидската империя, за да поиска от тях подкрепа, която много и трябва във войната срещу Римската империя. Сасанидите приемат и изпращат армия, но Аврелиан бързо разбира за нея изпраща кавалери, която да я обезвреди и неутрализира най- големият си врак по онова време.  Поради тази причина тя е заловена от римските войници скоро след като достига източния бряг на река Ефрат, докато търси начин да прекоси реката. След като я пленили, римските войници я завели при своя император. Скоро след като разбират, че императрицата им е заловена, гражданите на Палмира молят императора за мир и градът пада в ръцете на римляните.
Какво е станало със Зенобия и нейния син е неизвестно, но съдбата на нейния град, Палмира,  е по-ясна и със сигурност по-мрачна. Градът, отново под римско владичество, въстава отново, но е разграбен от Аврелиан, който този път за разлика от първия избива много граждани, плячкосва храмовете му, и разрушава укрепленията на града, така че никога повече да не се превърне в заплаха за римското владичество на изток.